# San Andrés Sajcabajá
San Andrés Sajcabajá är en kommunhuvudort i Guatemala.   Den ligger i departementet Departamento del Quiché, i den centrala delen av landet, 80 km nordväst om huvudstaden Guatemala City. San Andrés Sajcabajá ligger 1 373 meter över havet och antalet invånare är 1 988.
Terrängen runt San Andrés Sajcabajá är huvudsakligen kuperad, men åt sydost är den platt. Runt San Andrés Sajcabajá är det ganska tätbefolkat, med 108 invånare per kvadratkilometer. Närmaste större samhälle är Zacualpa, 17,3 km sydost om San Andrés Sajcabajá. I omgivningarna runt San Andrés Sajcabajá växer huvudsakligen savannskog.